# Thysanopsis
Thysanopsis är ett släkte av tvåvingar. Thysanopsis ingår i familjen parasitflugor.
Kladogram enligt Catalogue of Life:
| Thysanopsis | \| \| Thysanopsis albicauda \| \| \| \| \| \| Thysanopsis guimai \| \| \| \| |
|             | \| \| Thysanopsis albicauda \| \| \| \| \| \| Thysanopsis guimai \| \| \| \| |
|             | Thysanopsis albicauda                                                        |
|             |                                                                              |
|             | Thysanopsis guimai                                                           |
|             |                                                                              |